# Hrastnik (plaats)
Hrastnik is een plaats in Slovenië en maakt deel uit van de gemeente Hrastnik in de NUTS-3-regio Zasavska. De plaats telde 4.962 inwoners op 1 januari 2020.

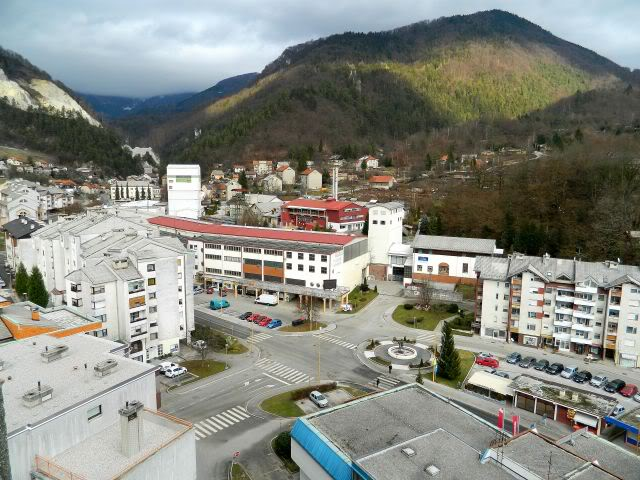
Centrum van Hrastnik
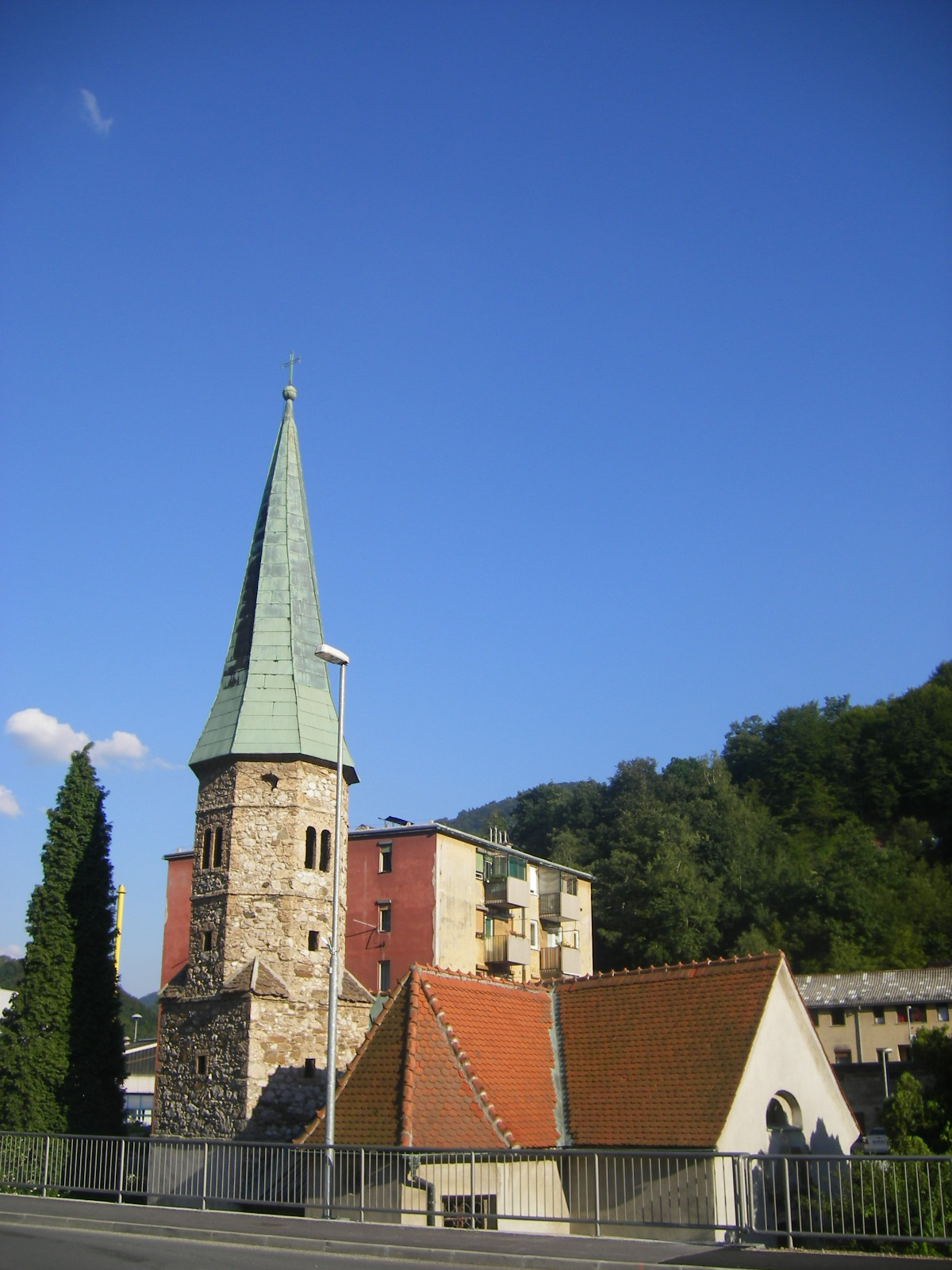
Kerk van St Nikolaja
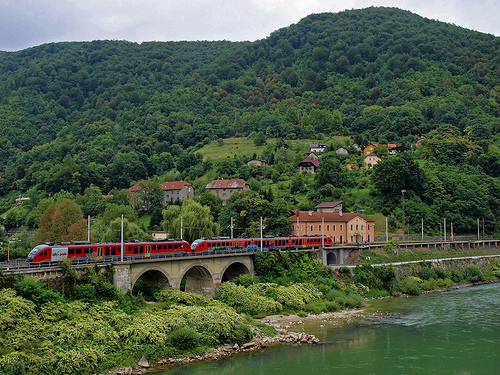
Spoorbrug bij Hrastnik